# María Jesús de Sola Juste
María Jesús de Sola Juste (Osca, 17 de març de 1922 – Barcelona, 9 d'abril de 2013) va ser una pintora espanyola que va desenvolupar la seva activitat artística a la meitat del segle xx.
Filla del militar Juan de Sola Repollés i de Teresa Juste. El seu pare va estar destinat en diverses ciutats de Marroc i Espanya fins que va ser traslladat definitivament a Barcelona, on la pintora va desenvolupar la seva carrera professional i on viurà fins a la seva mort.
Entre 1942 i 1948 va a estudiar a l'Escola de Belles Arts de Sant Jordi de Barcelona. Va participar en diversos Salons d'Octubre barcelonins i exposà particularment a Barcelona, Madrid i Nova York, entre altres ciutats.
Va formar part del Grup Lais, fundat per Antonio Estradera Fondevilla, que va donar a conèixer el novembre de 1949 el Primer manifest negre com a intent de rellançar l'avantguarda en la primera postguerra. El grup era format pels artistes Santi Surós, Enric Planasdurà, Francesc Xavier Modolell, Ramon Rogent, Sanjuán, Manuel Capdevila i Josep Hurtuna, a més dels citats anteriorment, Antonio Estradera i María Jesús de Sola.

Podem trobar obres de l'artista dintre de les col·leccions del Museu de l'Hospitalet, la Biblioteca Museu Víctor Balaguer, Museu Abelló, Museu d'Història de Girona i del Museu de Badalona.

## Obres destacades
- s/d - Figura (cera sobre paper), conservada al Museu de l'Hospitalet.[5]
- 1960 - Figures femenines (oli sobre tela), conservada a la Biblioteca Museu Víctor Balaguer.[6]
- 1983 - [Retrat femení] (cera sobre paper), conservada al Museu d'Història de Girona.[7]
- 1999 - Sintonia infantil (oli sobre tela), conservada al Museu de Badalona.[8]